# Felix (Familienname)
Felix ist ein Familienname.

## Namensträger

### A
- Alberto Félix (* 1969), mexikanischer Fünfkämpfer
- Allyson Felix (* 1985), US-amerikanische Sprinterin
- Alysbeth Félix (* 1993), puerto-ricanische Siebenkämpferin
- André Vital Félix da Silva (* 1965), brasilianischer Ordensgeistlicher, römisch-katholischer Bischof von Limoeiro do Norte
- Antonio Carlos Félix (* 1957), brasilianischer Geistlicher, Bischof von Luz
- Arthur Felix (1887–1956), polnischer Bakteriologe

### B
- Benedikt Felix (1860–1912), österreichischer Sänger (Bassbariton) ungarischer Herkunft
- Blanca Félix (* 1996), mexikanische Fußballtorhüterin

### C
- Chafi Félix (1927/1928–2013), argentinischer Politiker
- Charles-François Félix de Tassy (~1635–1703), französischer Arzt
- Christopher Felix (* 1964), kanadischer Eishockeyspieler

### D
- Dagmar Felix (* 1960), deutsche Rechtswissenschaftlerin
- Delbert Felix (* um 1958), US-amerikanischer Jazzbassist
- Delon Felix (* 1974), grenadischer Sprinter
- Delron Felix (* 2000), grenadischer Schwimmer
- Dulce Félix (* 1982), portugiesische Langstreckenläuferin

### E
- Emil Felix (1875–1941), Schweizer Architekt
- Eugen Felix (1836–1906), österreichischer Maler

### F
- Fábio Alves Félix (* 1980), brasilianischer Fußballspieler
- Francisco Rafael Arellano Félix († 2013), mexikanischer Drogenboss
- François Félix (* 1949), französischer Fußballspieler
- Frank Felix, belgischer Diplomat
- František Felix (1928–2001), tschechoslowakischer Skispringer
- Franz Felix (Franz Xaver Leopold Felix Stephanek; 1886–1963), österreichischer Opernsänger (Tenor)

### G
- Gamali Felix (* 1999), grenadischer Sprinter
- Garth Felix (* 1966), grenadischer Boxer
- Genaro Estrada Félix (1887–1937), mexikanischer Historiker und Botschafter

### H
- Herbert Felix (1908–1973), österreichischer Unternehmer
- Hugo Felix (1866–1934), US-amerikanischer Komponist

### I
- Ivo Felix (* 1955), tschechoslowakischer Skispringer

### J
- Jan Brzák-Felix (1912–1988), tschechoslowakischer Kanurennfahrer
- Jean Felix (vor 1888–1902), Theaterschauspieler und Sänger
- Jesus Francisco Felix (* 1980), Tennisspieler aus der Dominikanischen Republik
- João Félix (* 1999), portugiesischer Fußballspieler
- Joaquin Felix (* 1971), mexikanischer Boxer
- Joel Felix (* 1998), dänischer Fußballspieler
- Johannes Felix (1859–1941), deutscher Paläontologe
- Juan Félix (* 1959), puerto-ricanischer Ruderer
- Julian Felix (* 1992), deutscher Schauspieler
- Julie Felix (1938–2020), US-amerikanische Folk-Sängerin
- Jürgen Felix (* 1955), deutscher Filmwissenschaftler

### K
- Kelvin Felix (1933–2024), lucianischer Geistlicher, Kardinal, Erzbischof von Castries
- Kurt Felix (Mediziner) (1888–1960),  deutscher Physiologe
- Kurt Felix (1941–2012), Schweizer Fernsehmoderator und -journalist
- Kurt Felix (Leichtathlet) (* 1988), grenadischer Zehnkämpfer

### L
- Lara Felix (* 2003), österreichische Fußballspielerin
- Lennart Felix (* 1993), deutscher Pianist und Musiker
- Lennie Felix (1920–1981), britischer Jazz-Pianist
- Léon Pierre Félix (1869–1940), französischer Genremaler und Kunstpädagoge
- Louis Nicolas Victor de Félix d’Ollières (1711–1775), französischer Militär und Staatsmann

### M
- Madalena Felix (* 1989), angolanische Basketballspielerin
- Manfred Felix (* 1960), österreichischer Gewerkschafter
- Manuela Felix (* 1984), deutsche Sportschützin
- Marc Leopold Felix (* 1942), belgischer Experte für Afrikanische Kunst, Kunstsammler und Händler
- María Félix (1914–2002), mexikanische Schauspielerin
- María de la Paz Luna Félix (* 1962), mexikanische Badmintonspielerin
- Mikerline Saint-Félix (* 1999), haitianische Fußballspielerin
- Minucius Felix (Anfang 3. Jahrhundert), christlicher Schriftsteller

### N
- Nayara Felix (* 1991), brasilianische Volleyballspielerin

### O
- Oscar Félix Villena (1917–2004), argentinischer Geistlicher, Weihbischof in Rosario

### P
- Paola Felix (Paola; * 1950), schweizerische Sängerin und Moderatorin
- Pierre Félix (* 1896; † unbekannt), französischer Automobilrennfahrer

### R
- Ragnar Felix (* 1958), norwegischer Tennisspieler
- René Felix (* 1990), österreichischer Fußballspieler
- Ruth Felix (* 1971), Schweizer Sängerin und Moderatorin

### S
- Samuel Félix (1977–2006), mexikanischer Fünfkämpfer
- Sascha W. Felix (1945–2012), deutscher Linguist
- Seymour Felix (1892–1961), US-amerikanischer Tänzer und Choreograf
- Sylviane Félix (* 1977), französische Leichtathletin

### W
- Walther Felix (1860–1930), deutscher Anatom
- Werner Felix (1927–1998), deutscher Musikwissenschaftler
- Wesly Felix (* 1947), haitianischer Boxer
- Willi Felix (1892–1962), deutscher Chirurg
- Wolfgang Felix (1923–2010), deutscher Pharmakologe

### Z
- Zdenek Felix (* 1938), tschechisch-deutscher Kurator für zeitgenössische Kunst und Fotografie
- Zoé Félix (* 1976), französische Schauspielerin

### Römische Namensträger
- Faustus Cornelius Sulla Felix († 62), römischer Konsul 52
- Gaius Rusticelius Felix Afer, römischer Koroplast
- Lucius Cornelius Sulla Felix († 78 v. Chr.), römischer Politiker und Feldherr
- Lucius Cornelius Sulla Felix (Konsul 33), römischer Konsul 33
- Lucius Mummius Felix Cornelianus, römischer Konsul 237
- Marcus Antonius Felix, 11. Prokurator der Provinz Judäa, wird in der Apostelgeschichte erwähnt
- Marcus Staberius Felix Primillanus, römischer Jurist
- Flavius Felix, römischer Heermeister im 5. Jahrhundert
- Felix (Jurist), spätantiker römischer Jurist  im 6. Jahrhundert
- Felix, Titel römischer Kaiser seit der erstmaligen Annahme durch Commodus 185, wurde später in der Regel mit der Inthronisierung angenommen
- Felix (Sohn der Entoria), Sohn des Saturn und der Entoria und Bruder des Janus in der römischen Mythologie